# Chủ nghĩa Sihanouk

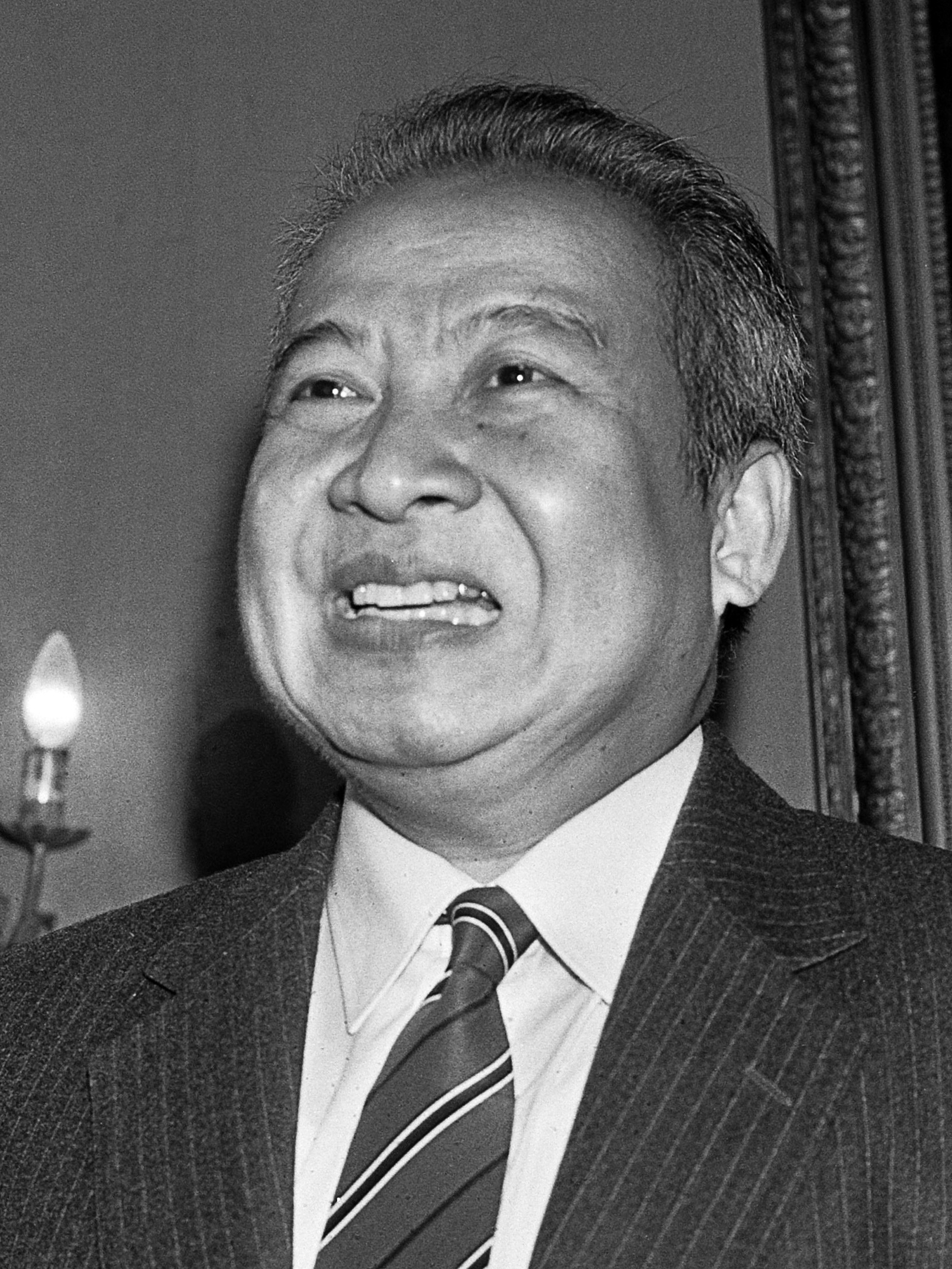
Vua Norodom Sihanouk, năm 1983.

Chủ nghĩa Sihanouk (tiếng Khmer: សីហ នុ និយម; tạm dịch: Sihanouk Niyum) là một hệ tư tưởng chính trị của Quốc vương Norodom Sihanouk nổi lên ở Campuchia vào những năm 1950. Dưới ngọn cờ của hệ tư tưởng đó, có đảng Sangkum (Cộng đồng Xã hội Chủ nghĩa Nhân dân), cai trị đất nước từ năm 1955 đến năm 1970. Sau khi bị lật đổ trong một cuộc đảo chính, chính phủ lưu vong Sihanouk đã bị giải thể vào năm 1971. Năm 1981, Sihanouk thành lập Mặt trận Thống nhất Quốc gia cho một Campuchia độc lập, trung lập, hòa bình và hợp tác (Funcinpec), tổ chức này sau đó sẽ giành chiến thắng trong cuộc bầu cử đầu tiên sau chế độ cộng sản, và sẽ cầm quyền trở lại từ năm 1993 đến 1998. Sau cuộc đảo chính của Hun Sen năm 1997 và chiến thắng. sau đó của đảng ông, Đảng Nhân dân Campuchia (CPP), Funcinpec đã liên minh với ông điều này đã gây ra rạn nứt trong đảng và sau đó là cuộc bầu cử, làm cho chủ nghĩa Sihanouk biến mất khỏi đời sống chính trị.

## Liên kết
1. ↑  Alex Willemyns and Mech Dara (ngày 28 tháng 2 năm 2014). "Royalists Question Wisdom of Ranariddh's Planned Return". The Cambodia Daily. Bản gốc lưu trữ ngày 8 tháng 3 năm 2016. Truy cập ngày 1 tháng 9 năm 2014.
2. ↑  "Redirecting to Google Groups". Groups.google.com. Truy cập ngày 11 tháng 11 năm 2021.